# Воєнні злочини в Луганській області під час російсько-української війни
Під час російських обстрілів Попасної Луганської області 3 березня 2022 року двоє місцевих жителів загинули, ще шестеро зазнали поранень. Під час обстрілу окупанти використовували заборонені фосфорні боєприпаси.
У місті Кремінна Луганської області російські військові розстріляли упритул з танка будинок для літніх людей, у результаті чого загинули 56 осіб, ще 15 людей окупанти викрали.
13 березня у селі Борівському під Сєвєродонецьком у власному будинку окупанти вбили відомого волонтера Олександра Кононова. Це людина з інвалідністю, він займав дуже активну проукраїнську позицію. Його просто розстріляли в інвалідному візочку.
У Рубіжному внаслідок обстрілів було знищено інтернат для дітей з порушеннями зору (Кришталик), лікарню та 3 школи.
15 березня російські війська обстріляли евакуаційний автобус, що віз людей із Рубіжного Луганської області.
16 березня у Рубіжному внаслідок обстрілу російськими військовими пошкоджено п'ять будинків та господарські споруди, двоє людей загинули, одну поранено. У Сєвєродонецьку пошкодили шість житлових будинків та будівлю держустанови.
17 березня на Луганщині російські окупанти відкрили вогонь по евакуаційному автобусу з людьми.
Росіяни у ніч із 16 на 17 березня влаштували в Рубіжному пекло, обстріли тривали всю ніч. У місті внаслідок російських обстрілів палали щонайменше 27 будинків, подекуди цілими вулицями. Ще мінімум п'ять займань сталися в Попасній, одне — в Сєверодонецьку.
17 березня російська армія обстріляла в Сєвєродонецьку притулок благодійної недержавної організації «СОС Дитячі містечка», де перебували матері з дітьми.
19 березня російські окупанти зруйнували в Рубіжному та Сєвєродонецьку близько 30 об'єктів. Із них — 12 багатоквартирних та 12 приватних житлових будинків, заклад освіти в Рубіжному, складські, господарські споруди та об'єкти інфраструктури. У Рубіжному загинули 3 людини, у тому числі 2 дитини. Ще двоє людей, у тому числі дитина, поранені.
21 березня у Рубіжному загарбники поцілили у приватний житловий будинок, за попередньою інформацією, у підвалі можуть знаходитися троє дітей. Також у Рубіжному російські війська обстріляли загальноосвітню школу, через що загорівся дах закладу. В підвалі, ймовірно, знаходяться люди. Загалом внаслідок обстрілів пожежі виникли у понад 10 будинках.
24 березня в Луганській області російська армія обстріляла дві церкви. Зокрема, у Сєвєродонецьку постраждав храм на честь ікони Божої Матері «Всіх скорботних радість» при місцевій лікарні.
28 березня, російськими військовими обстріляно м. Сєверодонецьк, де в результаті атаки зруйновано 5 будинків та постраждали щонайменше 7 людей.
Російські окупанти 30 березня 2022 року обстріляли Сєверодонецьк, Рубіжне, Лисичанськ та Кремінну. В результаті дві людини загинули, п'ятеро дістали поранення.
Російські окупанти 30 березня 2022 року обстріляли Лисичанськ. Внаслідок обстрілу загинули двоє дітей. 31 березня будо обстріляно житловий сектор Сєвєродонецька. Загинула одна людина.
3 квітня, у Новодружеську на Луганщині загинуло два волонтери, які видавали гуманітарну допомогу місцевим жителям. Вони потрапили під мінометний обстріл з боку російської армії.
4 квітня у Рубіжному російські окупанти обстріляли церкву на честь святителя Луки Кримського та поранили двох священників. Будівля зазнала значних руйнувань.
5 квітня російські окупанти потрапили в Рубіжному в цистерну з азотною кислотою, що створило небезпеку хімічного враження мешканців міста.
11 квітня було обстріляно один із центрів надання гуманітарної допомоги у Сєвєродонецьку. Зруйновано стіни, виникла пожежа. Центр годував до 300 людей щодня та забезпечував їжею та засобами гігієни прикутих до ліжка хворих людей.
16 квітня Національною поліцією задокументовано 31 факт обстрілів військами РФ житлових будинків, ринків, магазинів, закладів громадського харчування, підприємства у Сєвєродонецьку, Лисичанську, Кремінній, Рубіжному, Попасній. Внаслідок обстрілів є загиблі та поранені місцеві мешканці.
17 квітня, у Вербну неділю, російські окупанти обстріляли Сєвєродонецький Свято-Христо-Різдвяний Кафедральний Собор.
Російські військові викрали, гвалтували та піддавали тортурам матір двох дітей в окупованій частині Рубіжного Луганської області. 
23 квітня російська армія здійснила артилерійський обстріл житлових будинків у  місті Золоте. Двоє людей загинуло на місці, ще двоє - поранені.
Окупанти зруйнували 7 будинків і втретє влучили в нафтопереробний завод на Луганщині 24 квітня 2022 року.
25 квітня поблизу Рубіжного російськими окупантами було обстріляно евакуаційний автобус.
Війська РФ станом на 3 травня 2022 року розбомбили літаками елеватор у Рубіжному.
Росіяни 7 травня 2022 року скинули авіабомбу на школу в Білогорівці Луганської області, в якій ховалось майже все селище. Орієнтовно в школі було 90 людей, 27 врятували, близько 60 скоріше за все загинули.
Російські нацисти вбивають цивільних у захопленій Попасній, забрати життя можуть навіть за українську картинку в телефоні.
Російські окупанти 16 травня продовжували обстрілювати Сєверодонецьк на Луганщині, внаслідок чого загинули щонайменше 10 осіб.   
Внаслідок обстрілів 17 травня 2022 року російських окупантів зазнали руйнувань будинки мешканців Гірської громади, що на Луганщині. 
В результаті дій росіян за добу 20 травня 2022 року на Луганщині загинуло 13 людей, понад 60 будинків зруйновано.       
Російські окупанти продовжували 25 травня 2022 року  обстрілювати Сєверодонецьк, внаслідок чого загинули 6 осіб та поранено вісьмох цивільних.   
Росіяни завдали потужного та довготривалого артилерійського удару по Лисичанську 25 травня. Троє загиблих у Лисичанську та передмісті, обстріляний центр гуманітарної допомоги, у Сєвєродонецьку.
Через російські обстріли 31 травня 2022 року двоє загиблих та троє поранених в Лисичанську.   
Окупанти 2 червня 2022 року вбили двох мирних мешканців Сєверодонецька і видають їх за диверсантів.   
У Гірській громаді на Луганщині  4 червня загинуло  четверо людей, зруйновано будинки.   
Російські окупанти 9 червня 2022 року скинули авіабомбу на школу в селі Гірське поблизу Сєверодонецька. Школа майже повністю зруйнована. Ніяких військових об'єктів, ніяких військових тут не було.
Російські окупанти знищили один з символів Сєверодонецька - Льодовий палац згорів
Внаслідок авіаудару РФ по Лисичанську в четвер 16 червня 2022 року загинуло щонайменше 4 людей, 7 дістали поранень.
Російські війська 27 червня 2022 року обстріляли з "Ураганів" натовп людей, які прийшли набирати технічну воду в Лисичанську, внаслідок чого щонайменше 8 загиблих і 21 поранених. 